# Myrmosicarius simplex
Myrmosicarius simplex är en tvåvingeart som beskrevs av Borgmeier och Prado 1975. Myrmosicarius simplex ingår i släktet Myrmosicarius och familjen puckelflugor. Inga underarter finns listade i Catalogue of Life.